# Hanila (gemeente)
Hanila (Estisch: Hanila vald) was een gemeente in de Estlandse provincie Läänemaa. De gemeente telde 1411 inwoners (1 januari 2017) en had een oppervlakte van 233,9 km².
Het bestuurlijk centrum van de landgemeente was Kõmsi, terwijl de grootste plaats Virtsu was, de enige nederzetting met de status van alevik (vlek). Het grootste dorp (küla) was Vatla, gevolgd door Kõmsi. Het naamgevende Hanila was een van de 26 kleinere dorpen.
In oktober 2017 werd Hanila bij de fusiegemeente Lääneranna gevoegd. Daarbij verhuisde de gemeente van de provincie Läänemaa naar de provincie Pärnumaa.
Virtsu ligt op het gelijknamige schiereiland (Virtsu poolsaar) en is vooral bekend vanwege zijn haven, vanwaar een veerdienst op het eiland Muhu wordt onderhouden.
Een gedeelte van de landgemeente lag in het Nationaal Park Matsalu.

## Geografie

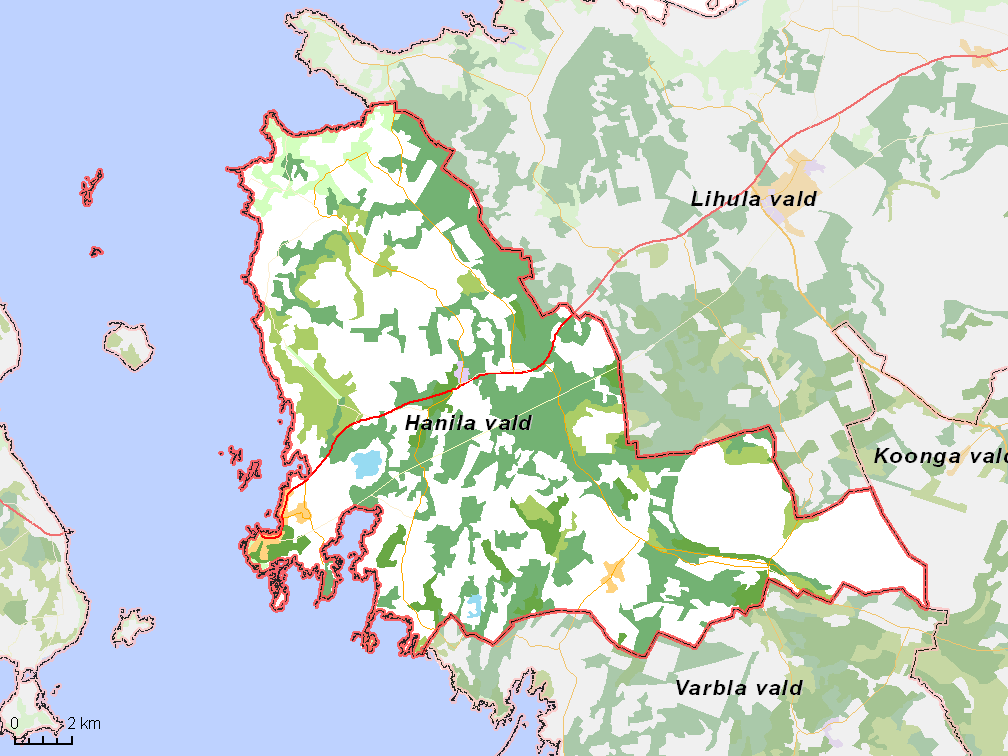
De gemeente met omliggende gemeenten, situatie begin 2017

- International Standard Name Identifier: 0000 0004 0394 4832